# Mistrzostwa Europy w plażowej piłce ręcznej
Mistrzostwa Europy w plażowej piłce ręcznej odbywają się co 2 lata i mają na celu wyłonienie najlepszej drużyny w Europie w tej dyscyplinie sportu.

## Mężczyźni

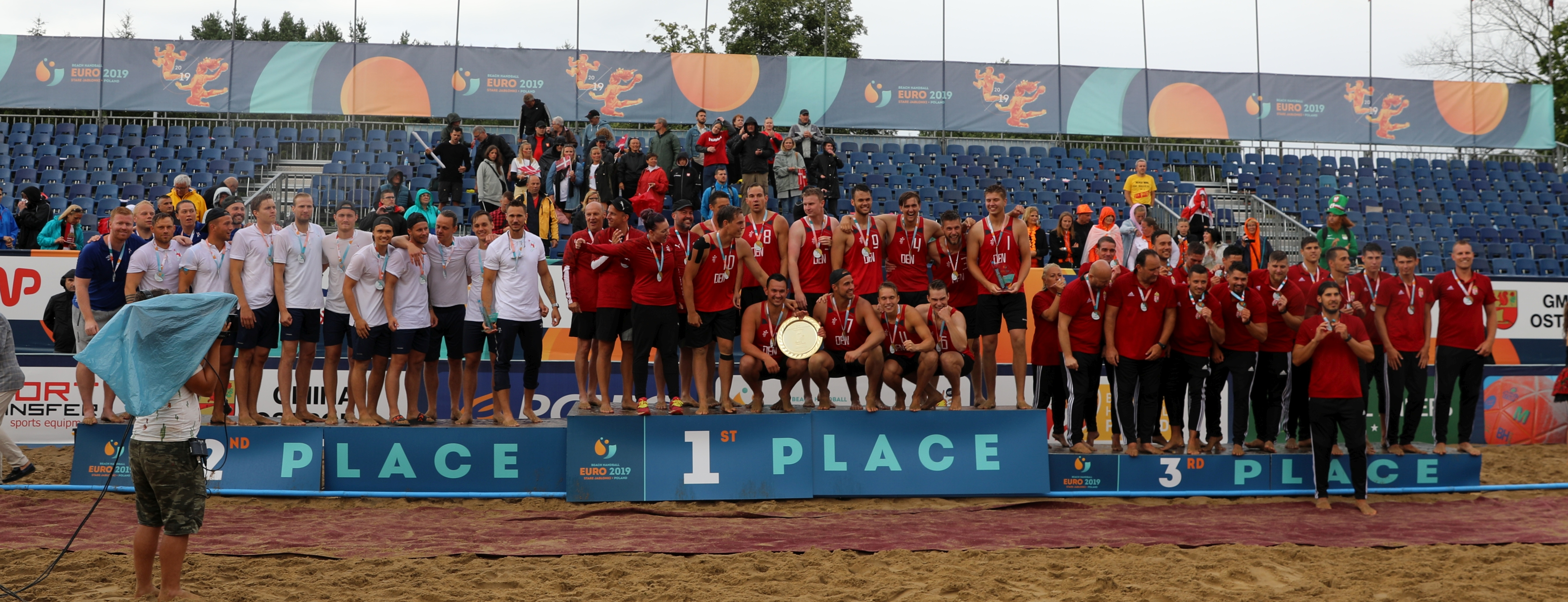
Medalista 2019

| Rok  | Złoto     | Srebro    | Brąz      | Miejsce        |
| ---- | --------- | --------- | --------- | -------------- |
| 2000 | Białoruś  | Hiszpania | Ukraina   | Gaeta          |
| 2002 | Hiszpania | Rosja     | Białoruś  | Kadyks         |
| 2004 | Rosja     | Niemcy    | Turcja    | Alanya         |
| 2006 | Hiszpania | Węgry     | Turcja    | Cuxhaven       |
| 2007 | Rosja     | Chorwacja | Węgry     | Misano         |
| 2009 | Chorwacja | Rosja     | Węgry     | Larvik         |
| 2011 | Chorwacja | Rosja     | Hiszpania | Umag           |
| 2013 | Chorwacja | Rosja     | Dania     | Randers        |
| 2015 | Chorwacja | Hiszpania | Ukraina   | Lloret de Mar  |
| 2017 | Hiszpania | Rosja     | Chorwacja | Zagrzeb        |
| 2019 | Dania     | Norwegia  | Węgry     | Stare Jabłonki |

## Kobiety

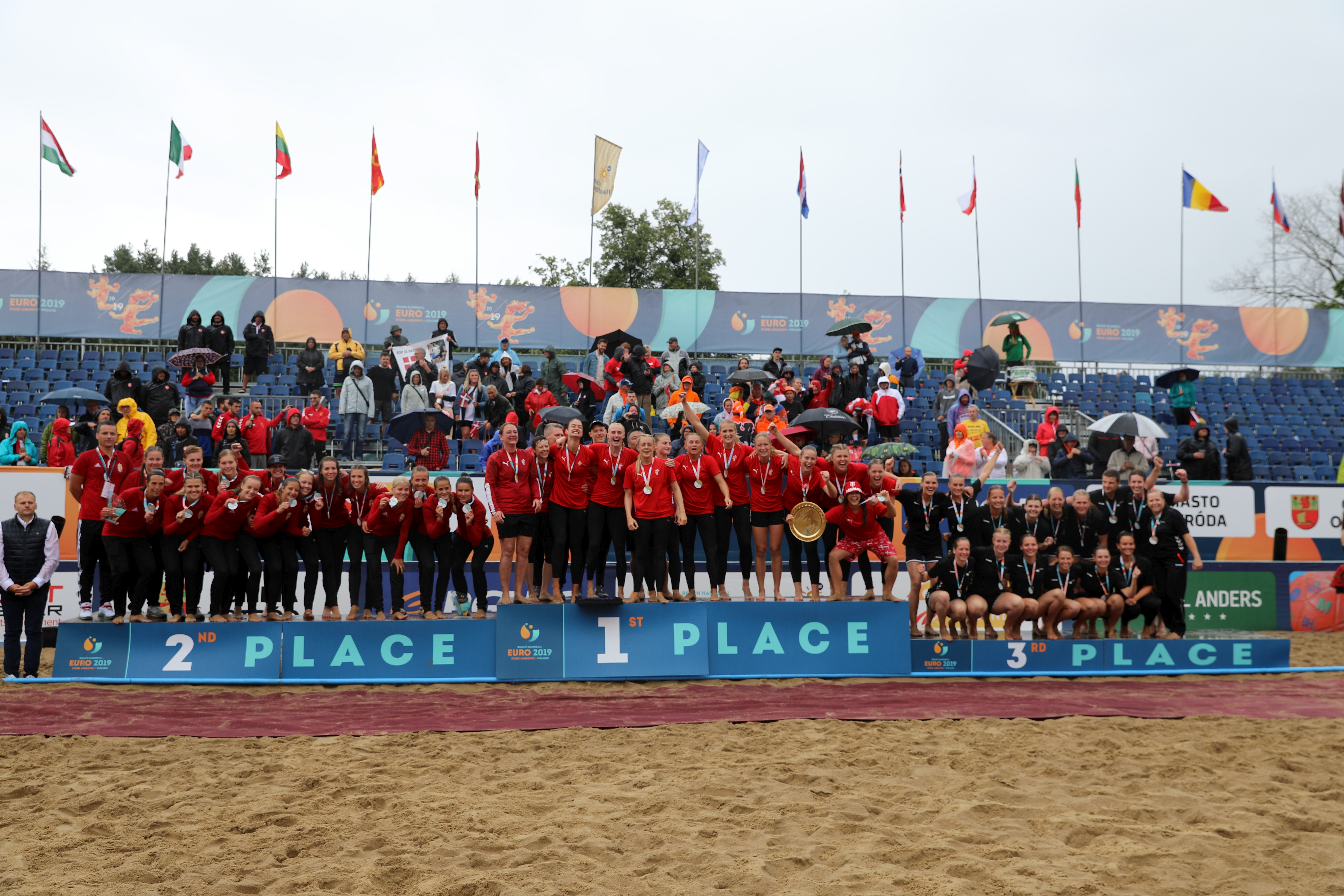
Medalista 2019

| Rok  | Złoto     | Srebro    | Brąz       | Miejsce        |
| ---- | --------- | --------- | ---------- | -------------- |
| 2000 | Ukraina   | Niemcy    | Rosja      | Gaeta          |
| 2002 | Rosja     | Turcja    | Jugosławia | Kadyks         |
| 2004 | Rosja     | Chorwacja | Niemcy     | Alanya         |
| 2006 | Niemcy    | Rosja     | Chorwacja  | Cuxhaven       |
| 2007 | Chorwacja | Niemcy    | Norwegia   | Misano         |
| 2009 | Włochy    | Norwegia  | Chorwacja  | Larvik         |
| 2011 | Chorwacja | Dania     | Włochy     | Umag           |
| 2013 | Węgry     | Dania     | Norwegia   | Randers        |
| 2015 | Węgry     | Norwegia  | Włochy     | Lloret de Mar  |
| 2017 | Norwegia  | Polska    | Hiszpania  | Zagrzeb        |
| 2019 | Dania     | Węgry     | Holandia   | Stare Jabłonki |